# Ктенидий
Ктенидий (от старогръцки kteis - гребен, умалително ktenidion - гребенче) е орган осъществяващ дишането при голяма част от мекотелите, които живеят във водата. Практически ктенидиите са хрилете при мекотелите.

## Устройство
Ктенидиите биват единични или чифтни, а всеки от тях е изграден от една ос с редове от хрилни листчета. Според разположението на хрилните листчета биват бипектинални – с два реда филаменти от всяка страна на хрилната ос и монопектинатни – с един ред филаменти от едната страна и сраснали по цялата дължина с мантията. Ктенидиите са разположени пред сърцето или след него. Поместени са в мантийната празнина.
На вид наподобяват на птиче перо, образувано от хрилните листчета. Това устройство осигурява по-голяма повърхност, през която да се извършва газообмена.